# Charlie Pasarell
Charlie Pasarell (właśc. Charles Manuel Pasarell, ur. 12 lutego 1944 w San Juan) – amerykański tenisista i komentator sportowy portorykańskiego pochodzenia. Od 2013 członek Międzynarodowej Tenisowej Galerii Sławy.

## Kariera tenisowa
Pasarell jest znany także jako Charlito (hiszp. Mały Charlie), ponieważ jego ojciec również miał na imię Charlie i był uzdolnionym tenisistą oraz sześciokrotnym mistrzem Portoryko (w latach 1950, 1951, 1953, 1956, 1957 i 1958). Pasarell junior mistrzem Portoryko został raz – w 1960. Charlito był również pięciokrotnym mistrzem juniorów Stanów Zjednoczonych. W 1962 wystąpił w Caribe Hilton Championships – największym turnieju w Ameryce Południowej, Środkowej i na Karaibach. W wieku 18 lat pokonał tam Ronalda Holmberga, siódmego wówczas Amerykanina. Następnie wygrał z najwyżej sklasyfikowanym Meksykaninem – Mario Llamasem 6:0, 6:0 w meczu ćwierćfinałowym. Był to rewanż za wygraną Llamasa w tym samym stosunku z ojcem Charlito 14 lat wcześniej. W 1967 został finalistą tego turnieju. W tym samym roku został najwyżej sklasyfikowanym Amerykaninem. Reprezentował USA w Pucharze Davisa w latach 1966-1968 i 1974. W 1969 podczas Wimbledonu grał przeciwko Pancho Gonzálezowi. 41-letni wówczas Amerykanin pokonał 25-latka 22:24, 1:6, 16:14, 6:3, 11:9 w meczu trwającym 5 godzin i 12 minut. Było to spotkanie z największą ilością gemów w historii Wimbledonu aż do 2010 roku, kiedy rekord został pobity w trakcie Wimbledonu 2010 przez Nicolasa Mahuta i Johna Isnera.

### Schyłek kariery
Rok 1977 był ostatnim dobrym rokiem w karierze Pasarella. Dotarł on do trzeciej rundy Australian Open. Ostatecznie zakończył rok na 77. miejscu w rankingu ATP. 1978 był początkiem końca kariery Amerykanina. Najgorszym momentem była porażka w trzeciej rundzie kwalifikacji do Wimbledonu z Janem Simberą 5:7, 3:6. W 1979 zakwalifikował się zarówno do Wimbledonu jak i US Open i rozpoczął starty w zawodach weteranów. Ostatni raz próbował się zakwalifikować do turnieju wielkoszlemowego w 1984 roku. W wieku 40 lat odpadł wtedy w trzeciej rundzie eliminacji do Wimbledonu, przegrywając z Jeffem Turpinem 2:6, 4:6.

## Życie prywatne
Charlito ma żonę Shireen Fareed, z którą ożenił się w listopadzie 1971. Mają dwoje dzieci: Faraha i Charlesa.

## Po zakończeniu kariery tenisowej
Przez długi czas był dyrektorem i właścicielem turnieju Indian Wells. Pod jego okiem turniej ten stał się jednym z najważniejszych w kalendarzu. W grudniu 2009 sprzedał turniej Larry′emu Ellisonowi, współzałożycielowi Oracle Corporation. Ze stanowiska dyrektora zrezygnował w 2012 roku i wyjechał do Portoryko, by zająć się rozwojem ośrodka wypoczynkowego i klubu golfowego niedaleko Royal Isabela, którego jest współzałożycielem (razem z bratem).
W 2001 roku odsłonięto jego gwiazdę na Alei Gwiazd w Palm Springs.

## Literatura dodatkowa
- Martin Hedges: The Concise Dictionary of Tennis. Mayflower Books Inc, 1978. ISBN 0-8317-1765-3. (ang.). Brak numerów stron w książce
- Bud Collins: Tennis encyclopedia. Visible Ink Press, 1998. ISBN 1-57859-086-8. (ang.). Brak numerów stron w książce